# Niphona malaccensis
Niphona malaccensis là một loài bọ cánh cứng trong họ Cerambycidae.